# アダルベルト・カラスキージャ
アダルベルト・エリセール・カラスキージャ・アルカサール (Adalberto Eliécer Carrasquilla Alcázar, 1998年11月28日 - )は、パナマ・パナマ県パナマ市出身のサッカー選手。リーガMX・クラブ・ウニベルシダ・ナシオナル所属。ポジションはMF。

## クラブ経歴
2014年にタウロFCのトップチームに昇格し、2015年3月29日の国内リーグのCDアラベ・ウニド戦で16歳でプロデビュー。以降出場機会を増やし、2017-18シーズンより先発に定着し、チームの中心選手に成長。
2019年8月13日、FCカルタヘナへのローン移籍が発表。加入後即先発に定着し、11月29日には早くも買取オプションを行使し、FCカルタヘナへの完全移籍が決まり、2025年までの契約を締結。2019-20シーズンはセグンダ・ディビシオンBで優勝し、セグンダ・ディビシオン昇格に貢献。2020年9月には、レアル・マドリード・カスティージャの監督ラウール・ゴンサレスが、カラスキージャの獲得を熱望していると報じられた。
2021年8月5日、ヒューストン・ダイナモへのローン移籍が発表された。2022年5月10日、買取オプションが行使され、完全移籍となった。
2024年1月16日、クラブ・ウニベルシダ・ナシオナルに移籍した。

## 代表経歴
2018年に2018 FIFAワールドカップのパナマ代表の代表候補に挙がったものの、最終選考で落選。大会後の同年9月にフル代表初招集。12日のベネズエラ戦で代表初初出場を果たした。